# قرضه قراضه
قرضه قراضه (به انگلیسی: High-yield debt) به اوراق قرضهای گفته می‌شود که نرخ بازگشت بالایی دارند، به عبارتی قول سود زیادی را می‌دهند. اولین قانون فایننس و سرمایه‌گذاری را به یاد بیاورید، ریسک بیشتر باید با قول بازگشت سرمایه بیشتر همراه باشد. قرضه قراضه به این دلیل قول سود بیشتری را می‌دهد که ریسک بیشتری دارد؛ واژه قراضه هم از همین‌جا می‌آید.
معمولاً اوراق قرضه‌ای را که در رده‌بندی استاندارد اند پورز رده BB یا پایین‌تر دارند، قرضه قراضه می‌نامند. این رده برای مودیز Ba است.
سرمایه‌گذاری در قرضه قراضه، سرمایه‌گذاری خطرناکی است و به همین دلیل است که سود بیشتری نسبت به اوراق قرضه مورد اعتماد پرداخت می‌کند. اگر شرکتی که شما قرضه قراضه‌اش را خریده‌اید عمل‌کرد خوبی داشته باشد و رده‌بندی اعتباری‌اش ارتقاء پیدا کند، قیمت قرضه قراضه در دستان شما به شدت بالا خواهد رفت و سود زیادی خواهید کرد. سرمایه‌گذاری در قرضه‌های قراضه می‌تواند سرمایه‌گذاری بسیار سودآوری باشد.